# Rockwool International
Rockwool International, également connu sous les noms de Rockwool A/S (ou AS) ou Groupe ROCKWOOL, est une entreprise multinationale spécialisée dans la fabrication de produits en laine minérale, dont le siège social est situé à Hedehusene, dans le Grand Copenhague, au Danemark. L'unité R&D de l'entreprise, qui emploie 100 personnes en 2016, est située au siège social à Copenhague.
En 2009, Rockwool International est le premier fabricant mondial de matériaux d'isolation, mais il retombe au deuxième rang en 2016. En 2009, 90 % des revenus de l'entreprise proviennent de la vente de produits d'isolation, et 80 % de ses ventes en Europe.

## Histoire
Rockwool est fondée en 1909, sous le nom de Korsør Stenforretning, par le constructeur Henrik Johan Henriksen et le propriétaire de briqueterie Valdemar Kähler. C'est alors une entreprise d'extraction de gravier. En 1922, l'entreprise remporte le contrat d'amélioration des digues de Saltbæk Vig (da) et, plus tard, achète la zone.
En 1927, elle achète une usine de broyage à Hedehusene. En 1937, la production de laine minérale (laine de roche) démarre sur le site sur la base d'une licence américaine acquise par Finn Henriksen lors d'un séjour aux États-Unis. En 1939, l'entreprise s'est entièrement spécialisée dans la fabrication d'isolants.
En 1972, l'entreprise est divisée en H+H et I/S Kähler & Co. Kähler & Co. est dirigée par le petit-fils de Valdemar Kähler, Claus Kähler. En 1986, il est remplacé à ce poste par son fils, Tom Kähler.
En 1995, la société est introduite à la Bourse de Copenhague sous le nom de "Rockwool International A/S". Précédemment entreprise familiale détenue par la famille Kähler, l'entreprise devient du fait de cette introduction une société anonyme cotée. En 2004, Tom Kähler devient président du conseil d'administration tandis qu'Eelco van Heel prend le poste de directeur général.
En 2014, Rockwool International ouvre sa première usine aux États-Unis dans le Comté de Marshall, dans le Mississippi. En 2017, le Groupe annonce son développement en Amérique du Nord : elle crée une usine à Ranson, en Virginie-Occidentale, par l'intermédiaire de sa filiale Roxul,.
La dangerosité pour la santé des produits fabriqués par la firme est de plus en plus soulignée, car les nanofibres de laine minérale pourraient avoir des effets négatifs proches de ceux de l'amiante.
En 2023, Rockwool a été désigné par l'Ukraine comme « Sponsor international de la guerre » pour avoir vendu des produits au ministère russe de la Défense pour une utilisation sur des navires de guerre

## Marques

### Rockfon
Rockfon est une marque de plafonds acoustiques et de solutions à base de laine de roche pour l'isolation acoustique des murs.

#### Flumroc
En 1969, Rockwool International prend une participation minoritaire dans la société suisse Flumroc AG détentrice de licences technologiques. En novembre 2017, Rockwool finalise l'acquisition de toutes les actions en circulation de Flumroc : le marché de cette entreprise est globalement limité à la Suisse. En raison de la notoriété de la marque en Suisse, Rockwool continue à y utiliser la marque Flumroc.

### Roxul
Roxul Inc. est la filiale Canadienne du Groupe Rockwool : elle a démarré avec l'acquisition d'une usine de laine de roche en Ontario. Lorsque Groupe Rockwool démarre son activité aux États-Unis, il crée une filiale américaine, Roxul USA Inc. Le 1er janvier 2018, l'activité isolation nord-américaine est renommé ROCKWOOL North America.

## Direction
De 1987 à 2004, le président et CEO de Rockwool International est Tom Kähler. De 2004 à 2014, c'est Eelco van Heel qui occupe ces mandats. En 2015, Jens Birgersson est nommé président et CEO du Groupe.

## Internationalisation
Rockwool International est présent dans 38 pays (2016). Il exploite 28 usines dans les pays suivants  :
- Canada (Milton, Ontario[1] depuis 1988 et Grand Forks, Colombie-Britannique depuis 1999)
- République tchèque (Bohumin depuis 1998)
- Chine (Guangzhou depuis 2010)
- Croatie (Istrie depuis 2007)
- Danemark (Doense près de Hobro depuis 1977 et Vamdrup depuis 1966)
- France (Saint-Éloy-les-Mines depuis 1980)
- Inde (Dahej depuis 2011)
- Allemagne (Gladbeck depuis 1954, Neuburg an der Donau depuis 1974 et Flechtingen depuis 1991)
- Hongrie (Tapolca depuis 2003)
- Malaisie (Melaka depuis 2000[4] et Bukit Raja près de Klang depuis 2010)
- Pays-Bas (Roermond depuis 1971)
- Norvège (Trondheim depuis 1950 et Moss depuis 1965)
- Pologne (Cigacice depuis 1993 et Małkinia depuis 1995)
- Roumanie (Aricestii-Rahtivani - depuis 2019)
- Russie (Zheleznodorozhny depuis 1999, Vyborg depuis 2006, Troitsk depuis 2010 et Elabouga depuis 2012)[15]
- Espagne (Caparroso depuis 2000)
- Suède (Eskilstuna - en construction)
- Suisse (Flums en pleine propriété depuis 2017)
- Royaume-Uni (Wern Tarw au Pays de Galles depuis 1979)
- Thaïlande (Rayong depuis 2010)
- États-Unis (Byhalia[note 3],[16])

## Propriété intellectuelle
En 2008, plusieurs actions de l'Organisation Mondiale de la Propriété Intellectuelle concernant des noms de domaine aboutissent à un transfert de plusieurs domaines vers Rockwool International, parmi lesquels "china-ocean-rockwool.com", "rockwoolfactory.com ", et "rockwoolvietnam.com". En 2015, Groupe Rockwool intente une action contre Rock Wool Manufacturing Company accusée à travers le dépôt de la marque "Rock Wool" de créer la confusion dans l'esprit des consommateurs : la poursuite est rejetée par le tribunal après l'abandon par Rock Wool de sa demande de dépôt de marque.

## Fondation Rockwool
En 1981, six membres de la famille Kähler créent la Fondation Rockwool en y apportant chacun 25% des actions qu'il détiennent dans Rockwool International. La Fondation est parfois qualifiée de Think tank. En 1987, l'unité de recherche de la Fondation Rockwool devient une entité complètement indépendante axée sur la recherche en sciences sociales : depuis 2003, elle est dirigée par Torbin Tranæs. Cette unité de recherche est décrite comme autofinancée et non partisane. Elle publie sur des sujets tels que l'étendue du marché noir financier au Danemark. S'agissant de certaines publications, il n'est pas clair si c'est l'unité de recherche ou la Fondation qui est en l'autrice : c'est le cas notamment de l'étude du système de santé britannique qui s'intéresse au coût financier de mise en œuvre du système Kaiser Permanente, ou de l'étude d'impact sur l'économie danoise de la perte de revenus salariaux liée à l'incarcération des condamnés.

## Controverses

### Impact environnemental de l'implantation de Rockwool dans l'Aisne
En 2023, le projet d'implantation d'une usine Rockwool à Courmelles dans l'Aisne suscite des contestations. Quelques 1 300 personnes manifestent le 3 juin à Soissons pour protester contre l'impact environnemental de l'usine, en particulier le rejet dans l’air de poussières et de produits comme les phénols, les formaldéhydes et l’ammoniac.

### Proximité de Rockwool avec la Russie lors du conflit avec l'Ukraine
Après l'invasion de l'Ukraine par la Russie le 24 février 2022, Rockwool maintient ses principales activités en Russie. Dès le début, cette situation est dénoncée par un collectif de chercheurs de l'université Yale, et différents regroupements d'acteurs de la société civile internationale comme ukrainienne tels que le projet #LeaveRussia, ou la Ligue des droits de l'homme en France.